# Lijst van rijksmonumenten in Nederhorst den Berg
De plaats Nederhorst den Berg telt 37 inschrijvingen in het rijksmonumentenregister. Hieronder een overzicht.
| Object                                                                                            | Oorspronkelijke functie?  | Bouwjaar                                | Architect | Locatie                           | Coördinaten?                 | Nr.?   | Afbeelding                                                                               |
| ------------------------------------------------------------------------------------------------- | ------------------------- | --------------------------------------- | --------- | --------------------------------- | ---------------------------- | ------ | ---------------------------------------------------------------------------------------- |
| Pand met lage gevel met rechte kroonlijst, deels verbouwd                                         | Woonhuis                  | 18e eeuw                                |           | Brugstraat 1                      | 52° 15' 49" NB, 5° 2' 40" OL | 30286  | Pand met lage gevel met rechte kroonlijst, deels verbouwd                                |
| Pand met gepleisterde lage lijstgevel                                                             | Woonhuis                  |                                         |           | Brugstraat 6                      | 52° 15' 50" NB, 5° 2' 41" OL | 30287  | Pand met gepleisterde lage lijstgevel                                                    |
| Boerderij onder rieten wolfdak                                                                    | Boerderij                 | 17e eeuw                                |           | Eilandseweg 16A                   | 52° 16' 10" NB, 5° 1' 33" OL | 30288  | Meer afbeeldingen                                                                        |
| Boerderij met puntgevel, geleed door tussentrappen                                                | Boerderij                 | 17e eeuw                                |           | Eilandseweg 11                    | 52° 16' 18" NB, 5° 1' 36" OL | 30289  | Meer afbeeldingen                                                                        |
| Boerderij, langhuis met riet gedekt, hoge opkamer                                                 | Boerderij                 |                                         |           | Hinderdam 5                       | 52° 16' 58" NB, 5° 3' 21" OL | 30290  | Boerderij, langhuis met riet gedekt, hoge opkamer                                        |
| Huis met opkamer, topgevel                                                                        | Woonhuis                  | aanvang 18e eeuw                        |           | Hinderdam 15                      | 52° 16' 55" NB, 5° 3' 38" OL | 30291  | Huis met opkamer, topgevel                                                               |
| Lage gepleisterde woning                                                                          | Woonhuis                  | 18e eeuw                                |           | Juliana-Bernhard-Plein 1          | 52° 15' 48" NB, 5° 2' 35" OL | 30292  | Meer afbeeldingen                                                                        |
| Pand met gepleisterde topgevel                                                                    | Woonhuis                  | 18e eeuw                                |           | Kerkstraat 2                      | 52° 15' 50" NB, 5° 2' 39" OL | 30293  | Pand met gepleisterde topgevel                                                           |
| Pand met gepleisterde gevel met rechte kroonlijst                                                 | Woonhuis                  | 18e eeuw                                |           | Kuijerpad 2                       | 52° 15' 50" NB, 5° 2' 38" OL | 30294  | Upload foto                                                                              |
| Pand met gepleisterde topgevel, door pinakel bekroond                                             | Woonhuis                  | 17e eeuw                                |           | Kerkstraat 22                     | 52° 15' 49" NB, 5° 2' 38" OL | 30295  | Meer afbeeldingen                                                                        |
| Pand met topgevel, door pinakel bekroond                                                          | Woonhuis                  | 17e eeuw                                |           | Kerkstraat 26                     | 52° 15' 49" NB, 5° 2' 38" OL | 30296  | Meer afbeeldingen                                                                        |
| Pand met topgevel                                                                                 | Woonhuis                  | 18e eeuw                                |           | Kerkstraat 28                     | 52° 15' 49" NB, 5° 2' 38" OL | 30297  | Meer afbeeldingen                                                                        |
| Nederlands Hervormde Kerk                                                                         | Kerk en kerkonderdeel     | 12e (toren en schip) en 14e eeuw (koor) |           | Kerkstraat 32                     | 52° 15' 49" NB, 5° 2' 36" OL | 30298  | Meer afbeeldingen                                                                        |
| Tegen de kerkheuvel gelegen lage gepleisterde woning met rechte kroonlijst, roeden en schuiframen | Woonhuis                  |                                         |           | Kerkstraat 34                     | 52° 15' 48" NB, 5° 2' 37" OL | 30299  | Meer afbeeldingen                                                                        |
| Langgerekte gepleisterde woning, zadeldak in topgevels eindigend, rechte kroonlijst               | Woonhuis                  |                                         |           | Kerkstraat 38                     | 52° 15' 48" NB, 5° 2' 37" OL | 30300  | Meer afbeeldingen                                                                        |
| Pand met verdieping en zadeldak                                                                   | Woonhuis                  | derde kwart 19e eeuw                    |           | Voorstraat 1                      | 52° 15' 48" NB, 5° 2' 40" OL | 30302  | Pand met verdieping en zadeldak                                                          |
| Pand met gevel met getande kroonlijst                                                             | Woonhuis                  | 18e eeuw                                |           | Voorstraat 4                      | 52° 15' 49" NB, 5° 2' 41" OL | 30303  | Pand met gevel met getande kroonlijst                                                    |
| Pand met gevel met getande kroonlijst, houten deuromlijsting                                      | Woonhuis                  | 18e eeuw                                |           | Voorstraat 5                      | 52° 15' 49" NB, 5° 2' 41" OL | 30304  | Pand met gevel met getande kroonlijst, houten deuromlijsting                             |
| Pand met gepleisterde afgeknotte gevel, rechte lijst                                              | Woonhuis                  | 18e eeuw                                |           | Voorstraat 11                     | 52° 15' 51" NB, 5° 2' 41" OL | 30305  | Pand met gepleisterde afgeknotte gevel, rechte lijst                                     |
| Pand met topgevel                                                                                 | Woonhuis                  | 18e eeuw                                |           | Voorstraat 13                     | 52° 15' 52" NB, 5° 2' 41" OL | 30306  | Meer afbeeldingen                                                                        |
| Herenhuis met rechte kroonlijst                                                                   | Woonhuis                  | 18e eeuw                                |           | Voorstraat 14-15                  | 52° 15' 52" NB, 5° 2' 42" OL | 30307  | Meer afbeeldingen                                                                        |
| Herenhuis met rechte kroonlijst                                                                   | Woonhuis                  | 18e eeuw                                |           | Voorstraat 16-17                  | 52° 15' 52" NB, 5° 2' 42" OL | 30308  | Meer afbeeldingen                                                                        |
| Pand met lage gepleisterde lijstgevel                                                             | Woonhuis                  |                                         |           | Voorstraat 24                     | 52° 15' 54" NB, 5° 2' 42" OL | 30309  | Pand met lage gepleisterde lijstgevel                                                    |
| Pand met lage gepleisterde lijstgevel                                                             | Woonhuis                  |                                         |           | Voorstraat 25                     | 52° 15' 54" NB, 5° 2' 42" OL | 30310  | Pand met lage gepleisterde lijstgevel                                                    |
| Boerderijtje op T-vormige plattegrond onder rieten schilddaken                                    | Boerderij                 | midden 19e eeuw                         |           | Vreelandseweg 78                  | 52° 14' 35" NB, 5° 2' 49" OL | 30311  | Meer afbeeldingen                                                                        |
| Poldermolen Nederhorst den Berg                                                                   | Industrie- en poldermolen | 1636                                    |           | Ankeveensepad 6                   | 52° 15' 52" NB, 5° 3' 6" OL  | 30313  | Meer afbeeldingen                                                                        |
| De Nederhorst: hoofdgebouw                                                                        | Kasteel, buitenplaats     | eerste helft 17e eeuw                   |           | Slotlaan 3                        | 52° 15' 40" NB, 5° 2' 32" OL | 520084 | Meer afbeeldingen                                                                        |
| De Nederhorst: historische tuin- en parkaanleg                                                    | Tuin, park en plantsoen   | 17e/18e eeuw                            |           | Slotlaan bij 3                    | 52° 15' 41" NB, 5° 2' 32" OL | 520085 | Meer afbeeldingen                                                                        |
| De Nederhorst: toegangsbrug                                                                       | Tuin, park en plantsoen   | begin 18e eeuw                          |           | Slotlaan bij 3                    | 52° 15' 39" NB, 5° 2' 39" OL | 520087 | Meer afbeeldingen                                                                        |
| De Nederhorst: koetshuis                                                                          | Bijgebouwen kastelen enz. | 18e eeuw (bouw) 20e eeuw (uitbr.)       |           | Slotlaan 4                        | 52° 15' 41" NB, 5° 2' 31" OL | 520088 | Meer afbeeldingen                                                                        |
| De Nederhorst: schuur                                                                             | Bijgebouwen kastelen enz. | 18e eeuw (oorsprong)                    |           | Slotlaan bij 3                    | 52° 15' 42" NB, 5° 2' 32" OL | 520089 | Meer afbeeldingen                                                                        |
| De Nederhorst: stel tuinvazen                                                                     | Tuin, park en plantsoen   | 18e eeuw                                |           | Slotlaan bij 3                    | 52° 15' 41" NB, 5° 2' 32" OL | 520090 | Meer afbeeldingen                                                                        |
| De Nederhorst: hek                                                                                | Tuin, park en plantsoen   | 18e eeuw                                |           | Slotlaan bij 3                    | 52° 15' 39" NB, 5° 2' 39" OL | 520091 | Meer afbeeldingen                                                                        |
| De Nederhorst: brug                                                                               | Tuin, park en plantsoen   | 19e eeuw                                |           | Slotlaan bij 3                    | 52° 15' 42" NB, 5° 2' 33" OL | 520092 | Upload foto                                                                              |
| De Nederhorst: aanlegsteigerhek                                                                   | Tuin, park en plantsoen   | 18e eeuw                                |           | Slotlaan bij 3                    | 52° 15' 42" NB, 5° 2' 30" OL | 520093 | Upload foto                                                                              |
| Nieuwe Hollandse Waterlinie Cluster 5. Fort Hinderdam Bomvrij wachthuis.                          | Bomvrij militair object   |                                         |           | Hinderdam bij 18                  | 52° 17' 1" NB, 5° 3' 31" OL  | 531531 | Meer afbeeldingen                                                                        |
| Fort Hinderdam: Bomvrije remise.                                                                  | Bomvrij militair object   |                                         |           | Hinderdam bij 18                  | 52° 17' 1" NB, 5° 3' 31" OL  | 531532 | Upload foto                                                                              |
| Fort Hinderdam: V.I.S.-Kazemat.                                                                   | Bomvrij militair object   | ca. 1935                                |           | Hinderdam bij 18                  |                              | 531533 | Upload foto                                                                              |
| Fort Hinderdam: Betonnen Affuit.                                                                  | Bomvrij militair object   | 1926                                    |           | Hinderdam bij 18                  |                              | 531534 | Meer afbeeldingen                                                                        |
| Fort Hinderdam: Groepsschuilplaatsen type P.                                                      | Bomvrij militair object   | 1935-1940                               |           | Hinderdam bij 18                  |                              | 531535 | Upload foto                                                                              |
| Nieuwe Hollandse Waterlinie cluster 12 Rond Fort Hinderdam: Groepsschuilplaatsen type P.          | Bomvrij militair object   |                                         |           |                                   | 52° 14' 37" NB, 5° 2' 53" OL | 531406 | Nieuwe Hollandse Waterlinie cluster 12 Rond Fort Hinderdam: Groepsschuilplaatsen type P. |
| Rond Fort Hinderdam: V.I.S.-Mitrailleurkazemat overmeer.                                          | Kazemat                   |                                         |           | Middenweg bij 22-24               | 52° 14' 51" NB, 5° 3' 14" OL | 531407 | Rond Fort Hinderdam: V.I.S.-Mitrailleurkazemat overmeer.                                 |
| Sluis 't Hemeltje Schutsluis/Inundatievoorziening.                                                | Open verdedigingswerk     |                                         |           | Kruising Vreelandseweg en Randweg | 52° 14' 36" NB, 5° 2' 52" OL | 531408 | Meer afbeeldingen                                                                        |
| Sluis 't Hemeltje: Houten Schotbalkenloods.                                                       | Militaire opslagplaats    | ca. 1934                                |           | Kruising Vreelandseweg en Randweg | 52° 14' 36" NB, 5° 2' 53" OL | 531409 | Meer afbeeldingen                                                                        |